# Планер (літального апарата)

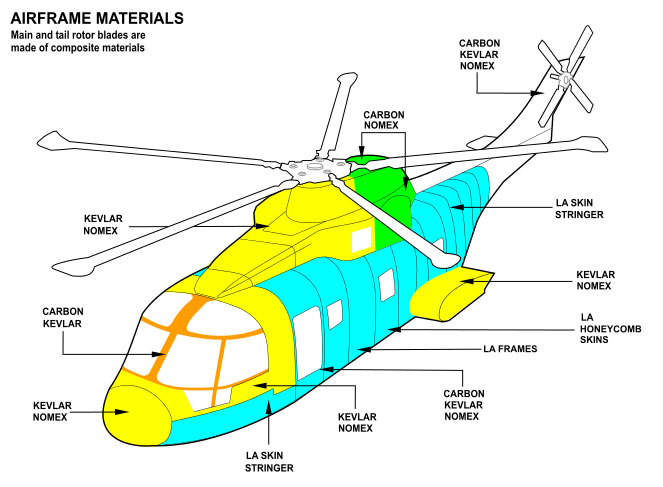
Планер вертольота AgustaWestland AW101. Використовувані конструкційні матеріали позначено різними кольорами.

Пла́нер або планер літального апарата (фр. planeur) — структурна частина конструкції літака або вертольота без силової установки та обладнання. Складається з таких частин: фюзеляж, гондоли двигунів (при їх наявності), крило, оперення, кіль, шасі, силовий набір, а також системи планера, вузли і агрегати — гідравлічні, пневматичні, кінематика механізації крила і шасі, силові агрегати системи управління польотом, інша механізація планера.
Сучасними авіаційними спеціалістами відзначається суттєвий вплив характеристик планера літака на вагову ефективність конструкції літака в цілому: Маса планера складає основну частину маси конструкції літака і, як наслідок, суттєвим чином впливає на ефективність літака.
Маса конструкції планера літака залежить від його призначення і льотно-технічних характеристик.
Так, наприклад, на долю конструкції планера належить:
25-32 % злітної маси дозвукових пасажирських магістральних літаків;
29-31 % злітної маси дозвукових пасажирських літаків місцевих авіаліній;
32-34 % злітної маси спортивно-пілотажних літаків;
18-28 % злітної маси бомбардувальників;
28-32 % злітної маси винищувачів.
Чинні вимоги до елементів конструкції планера літака викладено в Міжнародних авіаційних правилах редакції 2004 року.

## Історія
Планери перших літаків виготовлялися з дерева і тканини. Надалі застосовувалася спеціальна фанера. Перший цільнометалевий літак у світі — моноплан Junkers J-1 був побудований у 1915 році. Перший у світі цільнометалевий серійний бомбардувальник-моноплан — радянський ТБ-1 1925 р. Перший у світі цільнометалевий пасажирський і військово-транспортний літак — німецький Junkers Ju 52 1931 р.
Відділювана носова частина фюзеляжу (разом з герметичною кабіною) вперше була реалізована у радянському Су-17 (надалі такий принцип був реалізований на американських F-111).